# Яничарка
Янича́рка, янча́рка — довгий турецький мушкет з ґнотовим або кремінним азійським замком.
У літературі зустрічаємо: «Для сильной [сильної] армії своєї Рушниць, мушкетів, оружин Наклали [бояри] повні гамазеї, Гвинтівок, фузій без пружин… і яничарок».
Яничарки використовувалися у війську Османської імперії, Речі Посполитої і серед українського козацтва у XV—XVIII століттях Яничарки були ґнотовими аж до другої половини XVII століття, коли з'являються на них ударно-кременеві замки. Серед інших мушкетів того часу вирізняються характерною морфологією прикладу.
Вперше рушниці з ґнотовим замком турки використали в кампаніях султана Мурада II в 1440-х роках, зокрема в другій битві на Косовому полі (1488).
У 1720 році «чудові» яничарки вироблялися в с. Кубиче біля Башлі на Слобожанщині.
В деяких випадках яничаркою могли називати турецьку шаблю.